# Sidney Samson
Sidney Samson (* 2. Oktober 1981) ist ein niederländischer DJ.

## Werdegang
Samson begann im Alter von 14 Jahren Platten aufzulegen. Er konzentrierte sich zunächst auf Hip-Hop und wandte sich später der Stilrichtung House zu. 2003 wurde er Resident-DJ der so genannten Exxellent-Nächte in dem Tanzclub Matrixx in Nijmegen.
Im gleichen Jahr veröffentlichte er mit Bring That Beat Back und It’s All Funked Up erste eigene Produktionen. Größter kommerzieller Erfolg bisher ist die Single Riverside, mit der er im Frühjahr 2009 die Top 20 der niederländischen und die Top 10 der australischen Charts erreichte. Anfang 2010 erschien in Großbritannien der durch Wizard Sleeve unterstützte Vocal Mix der Single und erreichte dort ebenfalls die Top 10.

## Diskografie

### Singles
| - 2008: You Don’t Love Me (No No No) (mit Skitzofrenix feat. Lady Bee & Knowledge) - 2008: Pump Up the Stereo (mit MC Stretch) - 2009: Riverside - 2009: Let’s Go (mit Lady Bee & Bizzey) - 2010: The World Is Yours - 2010: Fill U Up (mit Sicerow) - 2010: Quacky (mit Afrojack) - 2011: Wake Up Call (mit Steve Aoki) - 2011: The Street Is Ours - 2011: Dynamite (mit Tara McDonald) - 2011: Rolling the Dice (Sander van Doorn & Sidney Samson & Nadia Ali) - 2012: Mutate (mit Lil Jon) - 2012: Change Your Life (Far East Movement feat. Flo Rida & Sidney Samson) - 2012: Gimme Dat Ass (feat. Pitbull & Akon) - 2013: Torrent (mit Martin Garrix) - 2013: Better Than Yesterday (feat. Will.i.am) | - 2013: Go (feat. Gwise) - 2014: Celebrate The Rain (feat. Eva Simons) - 2014: Trojan - 2014: Thunderbolt (mit Justin Prime) - 2015: Magic (mit Yves V) - 2015: Guess Whos’ Back (vs. Gwise) - 2015: Kamikaze (mit KURA) - 2015: Oohwok On Fleek (feat. Yeshua Alexander) - 2015: Lit (mit Onderkoffer feat. MC Ambush) - 2015: Through The Fire (mit Onderkoffer feat. Ingrid Simons) - 2015: Firecracker (mit Onderkoffer) - 2015: Whiplash (feat. Far East Movement x Onderkoffer) - 2016: Ready For Action (feat. MC Roga) - 2016: Escape From Love (mit Eva Simons) - 2016: Bludfire (mit Eva Simons) |

### Remixe
| - 2010: Laidback Luke & Steve Aoki feat. Lil Jon – Turbulence - 2010: Katy Perry – Last Friday Night (T.G.I.F.) - 2010: Rihanna – S&M - 2010: David Guetta & Chris Willis feat. Fergie & LMFAO – Gettin' Over You - 2010: 3OH!3 – Double Vision - 2010: Kylie Minogue – Get Outta My Way - 2010: Silvio Ecomo & DJ Chuckie – Moombah - 2010: Kelly Rowland feat. David Guetta – Commander - 2010: Flo Rida feat. David Guetta – Club Can’t Handle Me - 2010: Martin Solveig feat. Dragonette – Hello - 2010: Ian Carey – Let Loose - 2010: Roger Sanchez & Far East Movement – 2gether - 2010: Tony Cha Cha – Solar - 2010: Ellie – Superstar - 2010: Lil Jon feat. LMFAO – Outta Your Mind - 2010: Lady Gaga feat. Beyoncé – Telephone - 2011: David Guetta feat. Flo Rida & Nicki Minaj – Where Them Girls At | - 2011: Jennifer Lopez – Papi - 2011: Kizzo feat. Brick & Lace – This Time - 2011: David Guetta feat. Nicki Minaj – Turn Me On - 2012: Pitbull feat. T-Pain – Hey Baby (Drop It to the Floor) - 2012: Her Majesty & The Wolves – Stars in Your Eyes - 2012: Innerpartysystem – Not Getting Any Better - 2012: Chrizzo & Maxim feat. Amanda Wilson – Runaway - 2012: Lady Gaga – Marry the Night - 2012: Lil Jon & LMFAO – Drink - 2012: Far East Movement feat. Rye Rye – Jello - 2012: Benny Benassi feat. Kelis, apl.de.ap & Jean-Baptiste – Spaceship - 2012: DJ Die & Interface feat. William Cartwright – Bright Lights - 2012: will.i.am feat. Jennifer Lopez & Mick Jagger – T.H.E. (The Hardest Ever) - 2012: Enrique Iglesias feat. Pitbull & The WAV.s – I Like How It Feels - 2012: Far East Movement – Dirty Bass - 2013: will.i.am feat. Eva Simons – This Is Love - 2014: Afrojack feat. Chris Brown – As Your Friend |

## Auszeichnungen für Musikverkäufe
| Goldene Schallplatte - Australien - 2009: für die Single Riverside |

Anmerkung: Auszeichnungen in Ländern aus den Charttabellen bzw. Chartboxen sind in ebendiesen zu finden.
| Land/RegionAuszeichnungen für Musikverkäufe (Land/Region, Auszeichnungen, Verkäufe, Quellen) | Gold     | Platin | Verkäufe | Quellen     |
| -------------------------------------------------------------------------------------------- | -------- | ------ | -------- | ----------- |
| Australien (ARIA)                                                                            | Gold1    | —      | 35.000   | aria.com.au |
| Vereinigtes Königreich (BPI)                                                                 | Gold1    | —      | 400.000  | bpi.co.uk   |
| Insgesamt                                                                                    | 2× Gold2 | —      |          |             |